# Leuciris institata
Leuciris institata là một loài bướm đêm trong họ Geometridae.